# Tessa Lap
Tessa Lap (Oostwold, 2001) is een Nederlands korfbalster spelend in de Korfbal League namens DOS'46.

## Spelerscarrière
Lap begon met korfbal bij OWK (Oostwold). Hier doorliep ze de jeugdteams om in 2016, op 15-jarige leeftijd te debuteren in de senioren.
In haar eerste seizoen in de hoofdmacht promoveerde OWK naar de Overgangsklasse.
In 2020, op 19-jarige leeftijd, verruilde ze van club en sloot ze zich aan bij DOS'46, een club uit Nijeveen dat in de Korfbal League uitkwam.
In seizoen 2020-2021 kreeg zij van coach Edwin Bouman veel minuten in het eerste team. DOS'46 werd in het seizoen 3e in Poule B in de competitie, waardoor het zichzelf plaatste voor de play-offs. In de play-off serie tegen Koog Zaandijk verloor de ploeg echter in 2 wedstrijden in de best-of-3 serie.
In seizoen 2022-2023 werd DOS'46 na de reguliere competitie in de zaal 5e met 19 punten uit 18 wedstrijden. Hierdoor liep de ploeg nipt de play-offs mis.
In seizoen 2023-2024 had DOS'46 een bijzonder jaar. Zo won het wedstrijden tegen topclubs zoals Fortuna en PKC, maar verloor het ook van directe concurrenten zoals HKC. Uiteindelijk sprokkelde de ploeg 14 punten uit 18 wedstrijden bij elkaar en eindigde het op de 7e plaats in de Korfbal League.

## Oranje
Lap doorliep de Nederlandse jeugdteams U17 (coach Barry Schep) en U19 (coach Leon Simons) van 2016 tot en met 2019.